# Roncus boneti
Roncus boneti är en spindeldjursart som beskrevs av Beier 1931. Roncus boneti ingår i släktet Roncus och familjen helplåtklokrypare.

## Underarter
Arten delas in i följande underarter:
- R. b. boneti
- R. b. tarbenae